# Kabardin
Denna artikel behandlar hästrasen. För folkslaget, se kabardiner.
Kabardin är en hästras från norra Kaukasusområdet som är vig och säker på foten. Den har en förmåga att lätt kunna navigera sig även i mörker och dimma och har därför blivit oumbärlig för de nomadiska folken i områdena.

## Historia
Rasen uppkom på 1500-talet genom korsningar av vilda stäpphästar och hästar från Persien, Turkmenien och Karabaghhästar. Karabagh är även en annan hästras från nästan samma område. 
Kabardinen förädlades sedan genom urvalsavel. De som inte höll måttet såldes som vagnshästar eller ridhästar medan de bästa exemplaren fördes till statsstuterierna. Rasen blev omåttligt populär och räknades som den absolut bästa bergshästen i världen. 
Under den ryska revolutionen 1917 dödades dock många kabardinhästar. Men 1920 startade två stuterier upp aveln igen. Kabardin-Balkar och Karatjaj-Tjerkess. De här stuterierna ville förbättra rasen och tog fram en lite tyngre typ som även skulle klara av jordbruksarbete.
Under en långritt 1935-1936 som gick runt delar av Kaukasus tillryggalade kabardinhästarna över 300 mil i dåligt väder på 37 dagar. Ingen annan ras har kunnat möta denna bedrift. 1935 startades även den första stamboken som kom ut i 3 volymer ända fram till 1953 och då hade 446 hingstar och 3 272 ston registrerats men man tror att det vid detta tillfälle fanns mer än dubbelt så många hästar som inte registrerades då de tillhörde nomadfolk och fattigare stammar som inte kände till begreppet med att registrera sina hästar. 
Under senare delen av 1900-talet användes hästarna bland annat för att slå ännu fler häpnadsväckande distansrekord och nyligen reds en kabardinhäst upp för det 5 642 meter höga berget Elbrus i Kaukasus.

## Egenskaper
Kabardinen räknas som den bästa bergshästen i världen med en otrolig säkerhet på foten. Man har nu även fått fram en annan typ av kabardin kallad anglokabarda som då är en kabardin korsad med engelskt fullblod. I likhet med många andra bergshästar kan kabardinen födas med krokhasighet, men kabardinhästar är i regel starkt byggda med en något satt exteriör. Men hästarna är muskulösa med korta, kraftiga ben. Huvudet är något långt med en utåtbuktande nosprofil. Rörelserna är ganska höga, också ett mycket typiskt drag hos bergshästar. 
Kabardinhästarnas galopp är något långsam men skritten är jämn och rytmisk och traven är lätt och fjädrande. Hos en del kabardinhästar förekommer även den extra gångarten passgång som är mycket bekväm för ryttaren att rida. 
Kabardinhästarna prestationstestas vid två års ålder på kapplöpningsbanor men mest för att testa uthållighet då de inte är speciellt snabba. Däremot har de visat talang för hoppning och dressyr. Kabardinen är uppskattad för sitt lugna och stabila temperament.